# Conrad Helfrich
Conrad Emil Lambert Helfrich, född 11 oktober 1886, död 20 september 1962, var en nederländsk sjömilitär.

## Biografi
Conrad Helfrich blev officer 1909. Han var bland annat förbandschef i Nederländska Indien 1936–1937 och arbetade härunder med kraft på försvarets stärkande gentemot ett anfall från Japan, som han såg oundvikligt. 1938 blev Helfrish konteramiral och chef för sjökrigshögskolan men sändes 1939 åter till Ostindien, där han blev chef för Nederländernas flotta och befordrades till viceamiral 1940. Vid japanska anfallet i december 1941 ställdes de allierades sjöstridskrafter under befäl av den amerikanske amiralen Thomas C. Hart, men efter slaget vid Javasjön 27 februari 1942 anförtroddes detta befäl åt Helfrich jämte befälet över återstående nederländska stridskrafter. Från Colombo återuppbyggde Helfrich på Sri Lanka de nederländska stridskrafter, som efter japanska nederlaget 1945 återtog Nederländska Indien. Helfrich hemkallades samma år för att bli amiral och chef för marinen.

## Utmärkelser
- Knight Commander av Bathorden
- Kommendör av Oranien-Nassauorden

[Redigera Wikidata]